# Антропологическая лингвистика
Антрополингви́стика, антропологи́ческая лингви́стика — раздел лингвистики, изучающий эволюцию человеческого мышления на основе её отражения в соответствующей эволюции языка (прежде всего его лексики). Её исходным положением является то, что практически все исторические изменения в человеческом сознании, развитии культуры и росте знаний отражаются в лексической системе языка. В истории формирования любой области научного знания можно выделить ряд основных этапов развития и, прежде всего, донаучный и научный этапы. При исследовании эволюции старых областей знания мы можем выделить три этапа их развития:
- донаучный этап, когда в мышлении люди пользовались представлениями и называющими их обычными словами,
- протонаучный этап (ранний, примитивно-научный), оперирующий специальными представлениями, наименования которых являются прототерминами, и собственно
- научный этап оперирования понятиями и терминами.

В дальнейшем были добавлены проточеловеческий и высоконаучный этапы.
При сопоставлении синхронных срезов терминологий, выступающих в качестве средства оформления соответствующих понятийных систем, соотнесённых с различными хронологическими эпохами, можно определить скорость развития определённого концептуального фрагмента картины мира, его количественные и качественные исторические изменения, стадии специализации и филиации отдельных научных дисциплин. Это может явиться надёжной основой науковедческих исследований, направленных на раскрытие причин и условий ускорения развития научной мысли. Это также даёт возможность реконструировать исторические состояния и тенденции развития культуры. Поэтому антрополингвистика связана с такими науками, как эпистемология, антропология, науковедение, возрастная психология, социальная психология, этнолингвистика и лингвокультурология.
Появление антрополингвистики было провозглашено в «Белостокском манифесте», подписанном известными терминоведами Великобритании, Германии, Польши, России и Украины в 2004 г. в Белостоке на конференции, результаты которой отражены в первом томе «Белостокской серии антрополингвистики» (Language and Culture. — Белосток, 2004).
В 2005 г. вышел в свет первый учебник антрополингвистики — «Основы антрополингвистики (к лингвистическим основаниям эволюции мышления)». — М., 2005, и в этом же году в Нижнем Новгороде была защищена первая диссертация по данной тематике.

## Основные постулаты антрополингвистики
1. Развитие знаний сопровождается их постоянной специализацией. В целом, по данным науковедения, в среднем каждые 25 лет число научных дисциплин удваивается. По данным Британской энциклопедии, в XX веке появилось свыше 2,5 тысяч наук и научных дисциплин. Специализация знаний отражается в количественном росте и специализации лексики.
2. Ещё одно важное положение теории разрабатываемой антрополингвистики касается объективности существования аналогии филогенеза (исторического развития вида) и онтогенеза (индивидуального развития организма) в эволюции человека, известной как биогенетический закон Э. Геккеля (Кулагина, 2004). Существующие в психологии данные умственного развития детей, отражаемого в росте объёма словаря, позволяют прийти к мнению о подобии ранних этапов развития лексической картины мира у детей и всего человечества в целом. Основные черты начального этапа мышления — наивного мышления у человечества (как они отражаются в древнейших пластах лексики) и у детей совпадают — расплывчатость и синкретизм значения слов, отсутствие строгих научных классификаций, уточнение и перераспределение значений в ходе освоения новой лексики.

Кроме расплывчатости значения, другой типичной чертой ранних слов был их общий характер (Griniewicz 2007). Первоначально слово apple (яблоко) означало также любой плод, что нашло отражение в лексике ряда языков — нем. Apfelsine (апельсин — букв. «китайское яблоко»), итал. pomo d’oro (помидор — букв. «золотое яблоко»), фр. pommes de terre (картофель — букв. «земляные яблоки»). Подобные факты могут быть использованы для определения последовательности открытия и освоения человеком разных предметов и видов деятельности при отсутствии других свидетельств.